# سارة رايس
سارة رايس (بالإنجليزية: Sarah Rice)‏ هي مغنية أوبرا وممثلة أمريكية، ولدت في 5 مارس 1955 في أوكيناوا في اليابان. من الجوائز التي نالتها جائزة المسرح العالمي سنة 1979.

## جوائز
- جائزة المسرح العالمي (1979)

## وصلات خارجية
- سارة رايس على موقع IMDb (الإنجليزية)
- سارة رايس على موقع ميوزك برينز (الإنجليزية)
- سارة رايس على موقع قاعدة بيانات برودواي على الإنترنت (الإنجليزية)